# 耿州
耿州，中国古代的州。
东魏设置南汾州，北周改为汾州，北齐为西汾州。北周灭齐后，置总管府。隋朝开皇四年（584年），府废，十六年（596年）改为耿州，后复为汾州。唐朝时改为慈州。北宋时，曾废慈州，后再置慈州，辖境缩小。金朝天德三年（1151年）改慈州置耿州，治所在吉乡县（今山西省吉县）。辖境相当今山西省乡宁、吉县等县地。明昌元年（1190年）改为吉州。